# Bademba Baldé
Pour les articles homonymes, voir Baldé.
Bademba Baldé, né le 21 août 1982, est un activiste et homme politique guinéen.
Depuis le 22 janvier 2022, il est conseiller au sein du Conseil national de la transition dirigé par Dansa Kourouma.

## Biographie
Bademba Baldé crée en 2005 la fondation de Maison Mère, qui œuvre pour la protection des droits humains, la santé, l'éducation et la promotion des pratiques de bonne gouvernance et devient dès 2007 membre du bureau exécutif du conseil régional des organisations de la société civile de Mamou jusqu'en 2014.

## Parcours professionnels

### CNT
Le 22 janvier 2022, Bademba Baldé est nommé par décret membre du Conseil national de la transition en tant que représentant des organisations de la jeunesse,.
Lors de la sixième législature de la CEDEAO pour la période 2024-2028, il a été désigné par l'institution parlementaire guinéenne pour la représenter.